# Judiska teatern

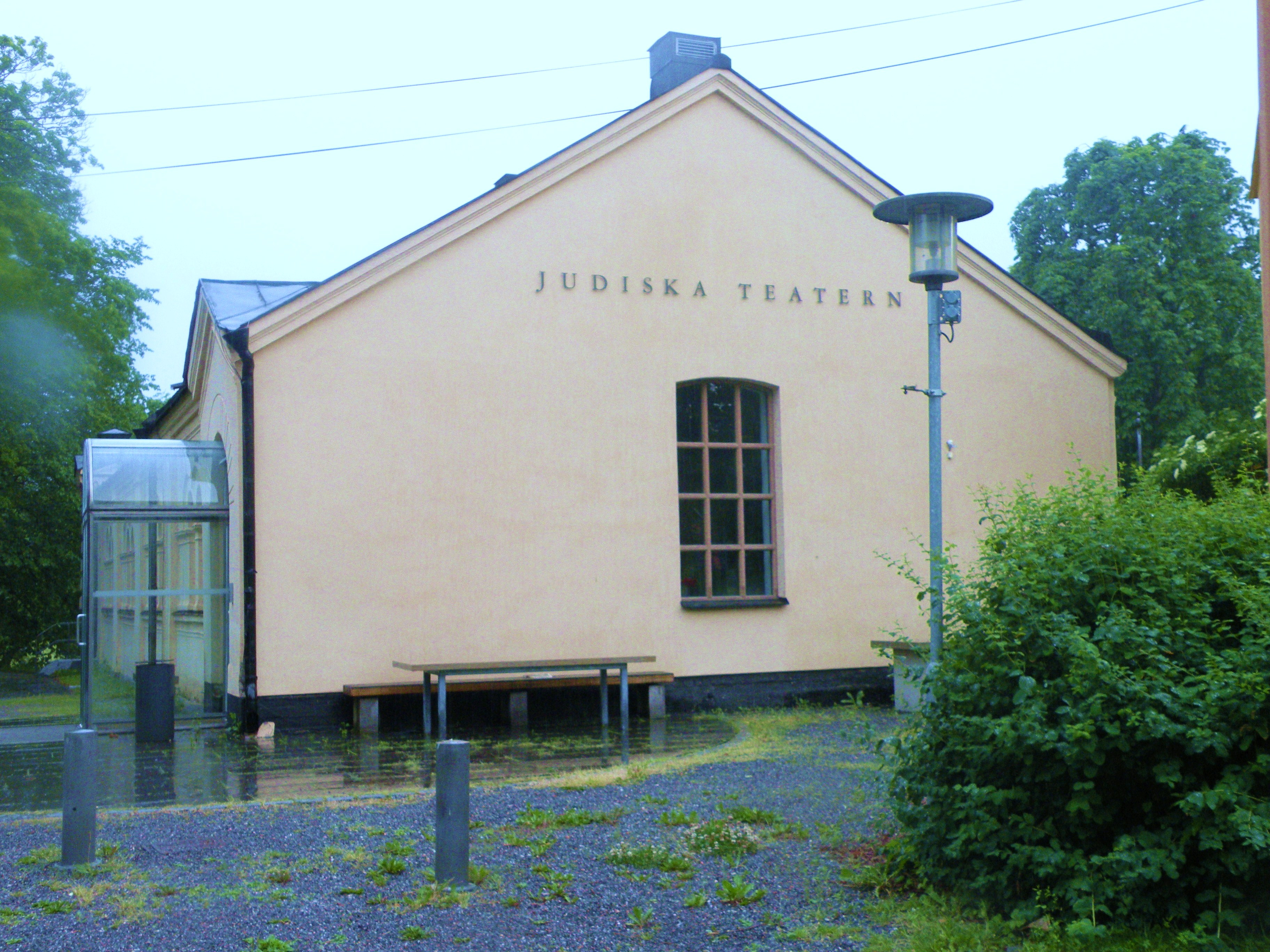
Tidigare Stora Kägelbanan och Judiska teatern vid Djurgårdsbrunn.

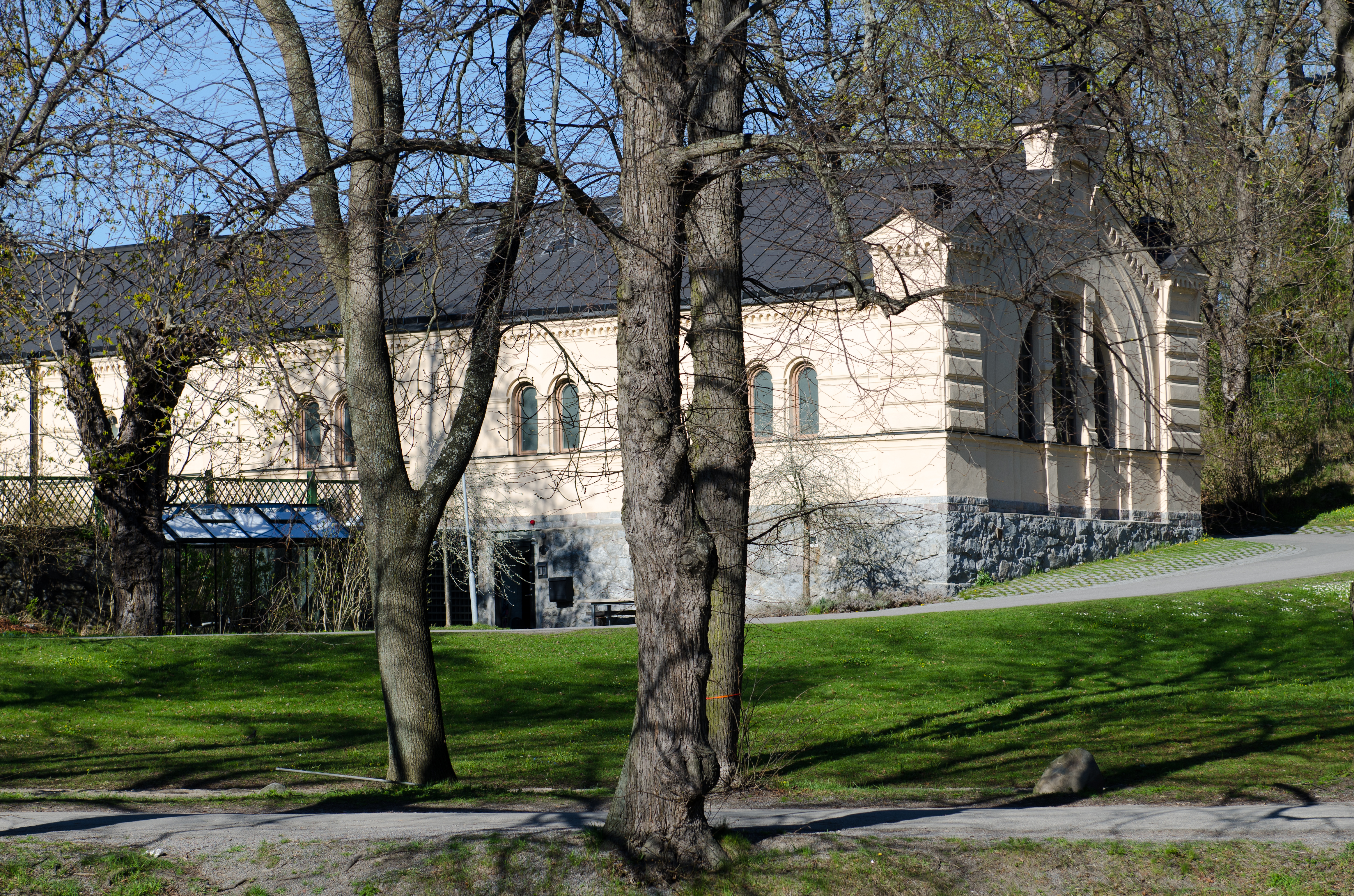
Byggnaden från söder.

Judiska teatern var en privatägd svensk teater och ett experimentellt sceniskt kulturcenter på judisk kulturell grund i Stockholm.

## Historia
Under 1900-talet har ett antal fristående judiska teaterensembler och produktioner förekommit i Stockholm. Mellan 1995 och 2015 skapades en fast judisk-kulturell teaterplats, då Judiska teatern startade sin verksamhet med produktioner bland annat i samarbete med Dramaten, Riksteatern och Radioteatern. Teatern har varit belägen i egen byggnad i en invändigt moderniserad kägelbana från 1880-talet vid Djurgårdsbrunnsvägen 59 på Djurgården, men sedan 2013 är teatern stängd med en möjlig framtida fortsättning i annan form. Verksamheten drevs och finansierades huvudsakligen av finansmannen Robert Weil och dennes företag Proventus sedan 1997 och med regissören Pia Forsgren som konstnärlig ledare. Verksamheten var inte begränsad till enbart judiska upphovsmän eller medarbetare, men hade ett judisk-kulturellt perspektiv på produktioner, såsom Stilla vatten av Lars Norén, Aska av Harold Pinter, Försoningsdagen av Marianne Goldman, Kristallvägen av Katarina Frostenson, Savannah Bay av Marguerite Duras, och många framstående regissörer, skådespelare, musiker m.fl. har medverkat genom åren.
Verksamheten var inte begränsad till traditionell teater, utan har ofta en experimentell inriktning, och alla slags produktioner kunde rymmas däri, såsom dans, musik, film, poesi och installationer/utställningar, såsom den uppmärksammade Flykt och förvandling - Nelly Sachs, författare, Berlin/Stockholm (2010) om den landsflyktiga nobelpristagaren Nelly Sachs. I samband med denna instiftades också det ungdomliga litteraturpriset Lilla Nelly Sachspriset (efter den tyska förebilden Nelly Sachs Pris) med anknytning till teatern. Första pristagaren 2010 var 17-åriga Greta Maria Asgeirsdottir.  Priset tycks inte ha delats ut någon mer gång.
Judiska teatern var från 2004 även en av utdelarna av det svenska Cikada-priset till författaren Harry Martinsons minne.